# 高埔村 (北區)

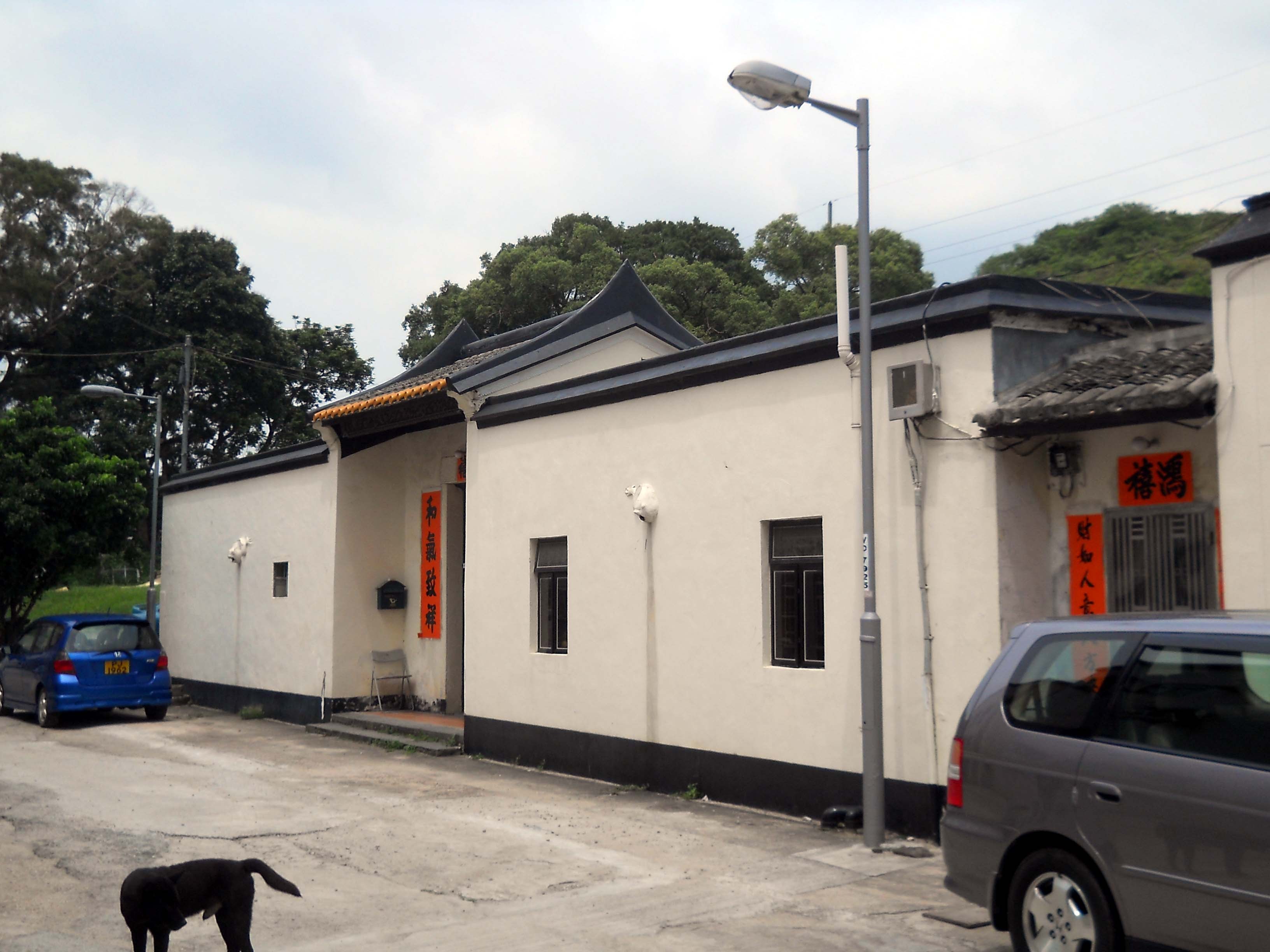
高埔村內的村屋。

高埔村（英語：Ko Po Tsuen 或 Ko Po Village）是一條位於香港北區粉嶺軍地的鄉村。

## 行政區劃
高埔村是粉嶺區鄉事委員會其中一個鄉村代表。在選舉劃分上，高埔村是皇后山選區的一部份，現任區議員為羅庭德。

## 外部連結
22°30′39″N 114°10′03″E / 22.510810°N 114.167591°E